# Ágios Mámas (ort i Grekland)
Ágios Mámas (Agios Mamas) är en ort i Grekland.   Den ligger i prefekturen Chalkidike och regionen Mellersta Makedonien, i den nordöstra delen av landet, 260 km norr om huvudstaden Aten. Ágios Mámas ligger 6 meter över havet och antalet invånare är 841.
Terrängen runt Ágios Mámas är platt. Havet är nära Ágios Mámas åt sydost.  Närmaste större samhälle är Néa Moudhaniá, 4,6 km väster om Ágios Mámas. Trakten runt Ágios Mámas består till största delen av jordbruksmark.